# Jean Shiley
Jean Shiley Newhouse (Harrisburg, 20 novembre 1911 – Los Angeles, 11 marzo 1998) è stata un'altista statunitense, vincitrice della medaglia d'oro ai Giochi olimpici di Los Angeles nel 1932.

## Biografia
Nata a Harrisburg nello stato della Pennsylvania, poi si trasferì a Havertown e studiò alla Haverford High School. Specialista nel salto in alto vinse il titolo nazionale tre volte di seguito dal 1929 al 1931. Partecipò alle olimpiadi del 1928 giungendo al quarto posto.
Nel 1932 vinse la competizione distaccando Babe Didrikson-Zaharias superandola dopo un salto di spareggio.

## Palmarès
| Anno | Manifestazione  | Sede        | Evento        | Risultato | Prestazione | Note            |
| ---- | --------------- | ----------- | ------------- | --------- | ----------- | --------------- |
| 1932 | Giochi olimpici | Los Angeles | Salto in alto | Oro       | 1,65 m      | Record mondiale |